# Медведева, Людмила Александровна
Людмила Александровна Медведева (24 мая 1927, с. Маслово, Московская область — 16 июля 2017, Химки, Московская область) — скульптор, член Союза художников СССР (1965), ветеран труда, ветеран трудового фронта Великой Отечественной войны.

## Биография
Родилась в 1927 году в селе Маслово Звенигородского района, Московская область.
В 1951 году окончила Московское художественное училище памяти 1905 года, где прошла школы: скульптора Б. Д. Королева, живописца К. Г. Дорохова, графика С. С. Бойма.
С 1951 по 1992 год работала в КХР в скульптурном цехе в Химках. С 1973 по 2017 год мастерская скульптора находилась в Москве (Большой Козловский пер., 10). Жила в Химках, на улице Лавочкина.
В 1955 году впервые приняла участие в выставке произведений художников Московской области, где представила портрет Е. А. Виноградовой, своей первой учительницы («Моя учительница»).
В 1960 году была принята в члены Московской областной организации Союза художников РСФСР. В 1965 году стала членом Союза художников СССР.
Умерла в 2017 году.
Награждена медалями «Ветеран труда», «За доблестный труд в Великой Отечественной войне», «50 лет Победы в Великой Отечественной войне».

## Творчество
Работала в жанрах портрета и скульптурной композиции. Занималась созданием монументальной декоративной скульптуры для различных архитектурных объектов Москвы и Подмосковья. Особое место в творчестве занимает работа над образом Ленина.
Автор крупных монументально-декоративных работ: памятник-мемориал погибшим в Великой Отечественной войне (г. Чигирин, Украина), памятник В. И. Ленину в Якутске, памятник Чапаеву в Узбекистане, рельеф «Танцы народов СССР» (клуб Насосного завода им. М. И. Калинина в Москве), барельеф с портретами Пушкина и Чернышевского в г. Алексине (Тульская обл.), рельеф «Балет» в г. Ступино (Московская обл.), фронтон Дома пионеров и Дома шахтеров в г. Электросталь (Московская обл.).
Автор композиционных скульптур («Во имя жизни» (1959), «Пусть всегда будет солнце!» (1964) и др.) и камерных керамических работ — группа «Материнство» (1977), серия «Итальянские мотивы» (1960—1977), «Слоник» (1977), «Расул Гамзатов» (1977) и других.
Автор памятников установленных на могилах художника Евгения Сорокина и художника и поэта Павла Александровича Радимова (Москва, Введенское кладбище).
Работы находятся в Музее обороны Москвы, Музее-усадьбы «Кусково», Московском государственном музее С. А. Есенина, Химкинской картинной галереи им. С. Н. Горшина, Щелковской художественной галереи, Картинной галереи городского округа Красноармейск Московской области, Курганском областном художественном музее, Сальском музее имени народного художника В. К. Нечитайло, музеях Ижевска, Твери, Заволжска, Серпухова, Магнитогорска, Улан-Удэ.

## Выставки
- выставка художников Подмосковья (1955)‚
- молодежная выставка (1958),
- «Советская Россия» (1960‚ 1975, 1980),
- «Защитникам Москвы посвящается» (1966),
- «В едином строю» (1964, 1967),
- областная выставка художников Подмосковья, посвященная 50-летию Великого Октября (1967),
- «20 лет МООСХ» (1968),
- областная художественная выставка «Подмосковье мое» в ЦВЗ (1968),
- «Центр. Северные области» (1969. 1974),
- областная выставка художников Подмосковья, посвященная 100-летию со дня рождения В. И. Ленина (1970),
- юбилейная выставка «25 лет МООСХ» (1972).
- областная выставка художников Подмосковья «50 лет образования СССР» (1972), «Наш современник» (1974),
- областная выставка художников Подмосковья «30 лет Победы в Великой Отечественной войне» (1975),
- областная выставка художников Подмосковья, посвященная XXV съезду КПСС (1976),
- «35 лет разгрома немцев под Москвой» (1976).
- областная выставка художников Подмосковья. посвященная 60-летию Великого Октября (1977),
- областная выставка художников Подмосковья «60 лет ВЛКСМ» (1978),
- областная выставка художников Подмосковья, посвященная 110-летию со дня рождения В. И. Ленина (1980),
- зональные выставки «Подмосковье» (1980, 1984, 1990),
- областная выставка художников Подмосковья, посвященная XXVI съезду КПСС (1981),
- областная выставка художников Подмосковья «60 лет образования СССР» (1982),
- областная выставка художников Подмосковья «40 лет Победы в Великой Отечественной войне» (1985),
- областная выставка художников Подмосковья, посвященная XXVII съезду КПСС (1986),
- выставка художников Московской области, посвященная XIX партконференции КПСС (1988),
- выставка скульптуры Подмосковья (1988), областная выставка художников Подмосковья «45 лет Победы в Великой Отечественной войне» (1990),
- областная выставка художников Подмосковья «50 лет Победы в Великой Отечественной войне» (1995),
- Юбилейная выставка «50 лет МООСХ» (1996).
- Персональная выставка (1978).